# Vivinho
Vivinho, właśc. Welves Dias Marcelino (ur. 10 marca 1961 w Uberlândii, zm. 13 września 2015 w Rio de Janeiro) – piłkarz brazylijski, występujący podczas kariery na pozycji napastnika.

## Kariera klubowa
Karierę piłkarską Vivinho rozpoczął w klubie Uberlândii EC w 1982. W lidze brazylijskiej zadebiutował 7 kwietnia 1984 w zremisowanym 0-0 meczu z CR Vasco da Gama. W latach 1986–1990 występował w CR Vasco da Gama. Z Vasco da Gama zdobył mistrzostwo Brazylii 1989 oraz mistrzostwo stanu Rio de Janeiro – Campeonato Carioca w 1988. W latach 1990–1993 występował w Botafogo FR.
W 1993 występował w Athletico Paranaense i Goiás EC. W Goiás 16 października 1993 w zremisowanym 0-0 meczu z Paysandu SC Vivinho po raz ostatni wystąpił w lidze. Ogółem w latach 1984–1993 wystąpił w lidze w 142 meczach i strzelił 26 bramek. W 1995 występował w Fortaleza EC, a w 1996 w Uberlândia EC. Karierę piłkarską zakończył w 1997 w Cabofriense Cabo Frio.

## Kariera reprezentacyjna
W reprezentacji Brazylii Vivinho zadebiutował 15 marca 1989 w wygranym 1-0 towarzyskim meczu z reprezentacją Ekwadoru. Ostatni raz w reprezentacji wystąpił 10 maja 1989 w wygranym 4-0 towarzyskim meczu z reprezentacją Peru. Ogółem w 1989 w reprezentacji wystąpił 3 razy i strzelił 1 bramkę.